# Cometa West
El cometa West, cuyas denominaciones oficiales son C/1975 V1, 1976 VI y 1975n, fue un cometa que según algunos expertos debería considerarse en la categoría de "gran cometa".
Fue descubierto fotográficamente por Richard M. West, del European Southern Observatory, el 10 de agosto de 1975 y llegó a su máximo brillo en marzo de 1976, con una magnitud de -3 durante en el perihelio. Según los observadores, su máximo brillo era tal que se podía estudiar durante el día.
El cometa West fue lo que el cometa Kohoutek debería haber sido. El Kohoutek se promocionó a bombo y platillo, pero tuvo una aparición decepcionante: el West hizo exactamente lo contrario. No tuvo apenas repercusión pública, ya que nadie quiso hacer el ridículo de nuevo haciendo predicciones optimistas. De esta forma, el cometa West tuvo poco eco fuera de la comunidad astronómica.
El periodo orbital del cometa está estimado en unos 558 000 años.

## Fragmentación
En la primera incursión del cometa en el interior del sistema solar desde hacía 500 000 años, el núcleo del cometa West se fragmentó en cuatro trozos al pasar a 30 millones de kilómetros del Sol.
La primera observación de la fragmentación se realizó el 7 de marzo de 1976 12:30UT, cuando se recibieron los primeros informes de que el cometa se había dividido en dos. Posteriormente, la mañana del 18 de marzo, Steven O' Meara informó de otros dos trozos adicionales al observar el cometa mediante el refractor de 9 pulgadas (229 mm de abertura) de Harvard.
Esta fragmentación ha sido una de las pocas observadas en épocas históricas hasta 1970. Posteriormente se ha observado la fragmentación y algunos casos la desintegración de los cometas Shoemaker-Levy 9, 73/P Schwassmann-Wachmann-3, C/1999 S4 LINEAR y el 57/P du Toit-Neujmin-Delporte.

## Nomenclatura
En la nomenclatura de su época, se lo conoció como Cometa 1976 VI o Cometa 1975n, pero en la nomenclatura moderna es C/1975 V1. (Observe que "1976 VI" incluye el número romano VI = 6, mientras que "C/1975 V1" es la letra V y el número 1).